# رشدية بليمبية
رشدية بليمبية (الاسم العلمي: Averrhoa bilimbi) هي نوع من النباتات تتبع جنس الرشدية من الفصيلة الحماضية.